# Diaparsis manukyani
Diaparsis manukyani là một loài tò vò trong họ Ichneumonidae.